# سونتی بونیاراتگلین
سونتی بونیاراتگلین (تایلندی: สนธิ บุญยรัตกลิน؛ زادهٔ ۲ اکتبر ۱۹۴۶) سیاست‌مدار اهل تایلند است.